# Ен Арбор
Ен Арбор (енгл. Ann Arbor) град је у америчкој савезној држави Мичиген и седиште округа Воштено. Ен Арбор је седми по величини град у Мичигену. По попису становништва из 2020. у њему је живело 123.851 становника, од чега су велики број студенти и постдипломци. Наводно назван је по супругама оснивача и богатим засадима дрвећа у области града, Ен Арбор је најпознатији као седиште главног кампуса Универзитета Мичигена, који је премештен из Детроита 1837.
Привредом града тренутно доминирају образовање, високе технологије и биотехнологија. Просечне цене кућа и порези на имовину су значајно изнад просечних вредности за Мичиген и САД. Град је познат по својој већинској либералној политичкој наклоности и великом броју ресторана и простора за културне манифестације.

## Историја
Ен Арбор су у јануару 1824. основали Џон Ален и Елајша Рамзи, обојица спекуланти земљом. Постоје различите теорије о пореклу имена насеобине; према једној, Ален и Рамзи су одлучили да га назову Енарбор (Annarbour) према својим супругама, које су се обе звале Ен (Ann), као и по засадима белих храстова на 640 акара (260 хектара) земље коју су од савезне владе купили за 800 долара. Индијанци који су живели у овој области су назвали насеље Ко-гуш-ко-ник, по звуку који је производила Аленова машина за млевење брашна.
Ен Арбор је постао седиште округа Воштено 1827, и инкорпориран је као село 1833. Градић је одвојио 40 акара (16 хектара) неизграђеног земљишта и понудио га држави Мичиген за седиште главног града државе, али је изгубио од Ленсинга 1836. 1837. године, ово неискоришћено земљиште је дато Универзитету Мичигена, заувек повезујући Ен Арбор и његову историју са универзитетом. Градић је постао регионално саобраћајно раскршће 1839. доласком Мичигенске централне железнице, и 1851. Ен Арбор добија статус града.
Током Другог светског рата, оближња Фордова фабрика „Вилоу ран“ је производила бомбардере Б-24 Ослободилац. Становништво Ен Арбора је нагло нарасло пристизањем војног особља, ратних радника и њихових породица.
Током 1960-их и 1970-их, град је стекао репутацију као важан центар (америчке) либералне политике. Као председнички кандидат, Џон Ф. Кенеди је свој предлог за оснивање Корпуса мира (Peace Corps) први пут представио на Универзитету Мичигена 1960, а председник Линдон Б. Џонсон је на Универзитету 1964. први пут позвао на Сјајно друштво (Great society). Град је такође постао важан центар левичарског активизма, и служио је као средиште америчког покрета за грађанска права и покрета против рата у Вијетнаму, као и студентског покрета. Први велики састанци националне левичарске кампус групе „Студенти за демократско друштво“ су одржани у Ен Арбору 1960; а 1965. је град био место првог тич-ина у Сједињеним државама против рата у Вијетнаму. Током наредних петнаест година, у граду су настала и развила значајну подршку многа контракултурна и новолевичарска удружења.
Ови утицаји су се почетком и средином седамдесетих година пробили и до локалне политике, када су три члана локалне радикално прогресивне Странке за људска права освојила одборничка места захваљујући снази студентских гласова. Током својих мандата, представници ове странке су се борили за мере укључујући прве одлуке против дискриминације, мере ка декриминализацији поседовања марихуане, и одлуку у смислу контроле станарина; многе од ових одлука и даље су на снази у измењеном облику.
Поред ових либералних и левичарских напора, у Ен Арбору је рођена и мања група конзервативних институција. Међу њима су и „Реч Бога“, харизматични међу-деноминациони покрет националног нивоа у САД, основан 1967, и „Правни центар 'Томас Мор'“, водећа религиозно-конзервативна утицајна група, основана 1999, која себе назива „одговором хришћана на Амерички савез за грађанске слободе“.
Током 20. века, привреда Ен Арбора се постепено померила од индустријске базе ка услужном сектору и технологијама, што се убрзало током 1970-их и 1980-их. У исто време, центар града се изменио од низа радњи које су продавале разне потрепштине ка месту које углавном чине ресторани, кафеи, барови, клубови и специјализоване радње. Током претходних неколико деценија, Ен Арбор се све више суочава са ефектима вртоглаво растућих вредности земљишта и џентрификације, као и урбаног простирања које сеже далеко у околна не-градска подручја. 4. новембра 2003, гласачи у Ен Арбору су одобрили план зеленог појаса, према којем би градска власт купила права на развој на трактовима земље суседном граду како би их заштитила од урбаног развоја. Од тада, гласна локална дебата се води о томе да ли, и како, треба омогућавати и усмеравати развој унутар граница града.

## Географија
Према Пописном заводу Сједињених држава, град има површину од 71,7 km², од чега 70 km² земље и 1,7 km² водених површина, од чега се највећи део односи на реку Хјурон. Ен Арбор се налази приближно 64 km западно од Детроита. Северно и источно од града се налази Ен Арбор чартер тауншип.
Ен Арбор се налази на реци Хјурон, у продуктивној пољопривредној и воћарској области. Пејзаж града се састоји од брегова и долина, при чему терен постаје стрмији у близини Хјурона. Надморска висина варира од 230 m уз реку Хјурон до преко 305 m на западној страни града уз ауто-пут И-94. Уопште говорећи, део града од центра ка западу и северозападни крајеви, као и Северни кампус Универзитета Мичигена су највиши делови града; најнижи делови су уз реку Хјурон и на југоистоку. Општински аеродром Ен Арбор, који се налази јужно од града на 42°13.38′N, 83°44.74′W је на надморској висини око 256 m.
Надимак Ен Арбора, „град дрвећа“, потиче од густе шуме његових паркова и резиденцијалних крајева. У граду се налази више од 50.000 дрвећа уз улице, и исто толико у градским парковима. Средином 2000-их, штеточина рода Agrilus planipennis је уништила многе од око 10.500 стабала јасена у граду. У граду се налази 147 општинских паркова, од малих паркова у суседству до великих области за рекреацију, уз неколико великих градских паркова и универзитетски парк уз деонице реке Хјурон. Највећи међу њима су Арго, Риверсајд, Каунти фарм и Галуп парк (близу Хјурон парквеја), док Област за рекреацију Фулер, близу комплекса Универзитетске болнице, садржи спортска игралишта, пешачке и бициклистичке стазе и базене. Арборетум Николс (локално познат као „Арборетум“ или напросто „Арб“ (The Arb), који одржава Универзитет Мичигена, је заштићено подручје од 50 хектара које садржи стотине врста биљака и дрвећа на источној страни града у близини централног кампуса универзитета.
У центру града, главни комерцијални крајеви су продавнице у Керитауну и три пословна дистрикта око улица Мејн, Стејт и Јужне универзитетске авеније. Јужно од центра града издвајају се три комерцијална краја: предео у близини ауто-пута И-94 и пута Ен Арбор–Салин, тржни центар Брајарвуд и област око Јужне индустријске авеније. Међу другим комерцијалним областима су центар „Арборленд“ и радње уз Воштено авенију, и радње око пута Пакард на истоку; област око пута Плимут на североистоку, и центар „Вестгејт“ и радње уз Западни Стадион булевар на западној страни. Центар града садржи мешавину грађевина из 19. и раног 20. века и модерних зграда, као и пијацу у дистрикту Керитаун. Комерцијалне области града се састоје махом од грађевина високих два до четири спрата, мада се у центру и области око тржног центра Брајарвуд налази и мањи број високих зграда.
Резиденцијални крајеви садрже дијапазон архитектонских стилова, од класичних дизајна из 19. и раног 20. века до кућа у стилу америчког ранча. Куће у савременом стилу су даље од центра. Кампус Универзитета Мичигена окружују куће и комплекси станова које махом најме студенти. Тауер плаза, зграда кондоминијума висока 26 спратова између кампуса Универзитета Мичигена и центра, је највиша зграда у Ен Арбору. Грађевине из 19. века и изглед улица Старе западне стране су очувани практично нетактнути; 1972. године, овај крај је уврштен у Национални регистар историјских места САД, а осим и преко овога га штите и градска правила и непрофитна група за очување.

### Клима
Ен Арбор има влажну континенталну климу са израженим годишњим добима, типичну за амерички Средњи запад, на коју утичу Велика језера. Осетна су четири годишња доба, од којих су зиме хладне са умереним снежним падавинама, док лета могу бити топла и влажна. Област Ен Арбора осећа тзв. ефекат језера, првенствено у облику повећане облачности током касне јесени и ране зиме. Просечна највиша температура у јулу је 28 °C, док је просечна најнижа температура у јануару -9 °C. Међутим, летње температуре могу лако да премаше 32 °C, док зимске температуре могу пасти испод -17 °C. Просечне месечне падавине су између 44 и 92 mm, при чему их је највише током летњих месеци. Снег, који уобичајено пада од новембра до априла, може бити од 3 до 25 cm месечно. Највиша забележена температура је 41 °C (24. јула 1934), док је најнижа забележена температура била −30 °C (19. јануара 1994).
| Клима Ен Арбора            | Клима Ен Арбора | Клима Ен Арбора | Клима Ен Арбора | Клима Ен Арбора | Клима Ен Арбора | Клима Ен Арбора | Клима Ен Арбора | Клима Ен Арбора | Клима Ен Арбора | Клима Ен Арбора | Клима Ен Арбора | Клима Ен Арбора | Клима Ен Арбора |
| Показатељ \ Месец          | .Јан.           | .Феб.           | .Мар.           | .Апр.           | .Мај.           | .Јун.           | .Јул.           | .Авг.           | .Сеп.           | .Окт.           | .Нов.           | .Дец.           | .Год.           |
| -------------------------- | --------------- | --------------- | --------------- | --------------- | --------------- | --------------- | --------------- | --------------- | --------------- | --------------- | --------------- | --------------- | --------------- |
| Средњи максимум, °C (°F)   | −1 (30)         | 1 (34)          | 7 (45)          | 14 (57)         | 21 (70)         | 26 (79)         | 28 (82)         | 27 (81)         | 23 (73)         | 16 (61)         | 8 (46)          | 2 (36)          | 14,5 (58,1)     |
| Средњи минимум, °C (°F)    | −9 (16)         | −7 (19)         | −3 (27)         | 3 (37)          | 9 (48)          | 14 (57)         | 17 (63)         | 16 (61)         | 12 (54)         | 6 (43)          | 0 (32)          | −6 (21)         | 4,4 (39,9)      |
| Количина падавина, mm (in) | 5,69 (2,24)     | 5,18 (2,039)    | 7,06 (2,78)     | 8,53 (3,358)    | 7,54 (2,969)    | 8,59 (3,382)    | 8,03 (3,161)    | 9,42 (3,709)    | 8,59 (3,382)    | 6,35 (2,5)      | 7,59 (2,988)    | 7,21 (2,839)    | 89,8 (35,35)    |
| Извор: World Weather       |                 |                 |                 |                 |                 |                 |                 |                 |                 |                 |                 |                 |                 |

## Демографија
Према попису становништва из 2010. у граду је живело 113.934 становника, што је 90 (0,1%) становника мање него 2000. године.
|                   | 2020.            | 2010.            | 2000.            |
| Укупно            | 123 851 (100,0%) | 113 934 (100,0%) | 114 024 (100,0%) |
| Белци             | 83 702 (67,58%)  | 80 158 (70,35%)  | 82 975 (72,77%)  |
| Азијати           | 19 425 (15,68%)  | 16 353 (14,35%)  | 13 566 (11,90%)  |
| Афроамериканци    | 8 393 (6,777%)   | 8 804 (7,727%)   | 10 070 (8,831%)  |
| Хиспаноамериканци | 6 793 (5,485%)   | 4 666 (4,095%)   | 3 814 (3,345%)   |
| Остали            | 5 538 (4,472%)   | 3 953 (3,470%)   | 3 599 (3,156%)   |

Према попису из 2000, било је 114.024 људи, 45.693 домаћинстава и 21.704 породице које су становале у граду. Густина насељености је била 1.629,9 становника на km². Било је 47.218 стамбених јединица са просечном густином од 675 јединица по km², што чини град ређе насељеним од блиских предграђа Детроита попут Оук парка и Ферндејла као и самог града, али гушће од даљих приградских насеља Детроита попут Ливоније. Расни састав града је био 74,68% белаца, 8,83% црнаца или Афроамериканаца, 0,29% Индијанаца, 11,9% Азијата, 0,04% пореклом са пацифичких острва, 1,21% других раса, и 3,05% из једне или више раса. 3,34% становника су били Хиспаноамериканци или Латиноси. Због привлачне снаге универзитета, град има један од највећих процената становника рођених ван САД у Мичигену, 16,6%.
Од 45.693 домаћинстава, 23,0% је имало децу испод 18 година који су живели са њима, 37,8% су били парови супружника који живе заједно, 7,5% су имале женску главу породице без присутног супружника, док 52,5% нису биле породице. 35,5% домаћинстава су чинили појединци, а 6,6% је имало некога старог 65 или више година ко је живео сам. Просечна величина домаћинства је била 2,22, а просечна величина породице је била 2,90.
Становништво је било раширено по старости. 16,8% је било млађе од 18 година, 26,8% је било између 18 и 24 година, 31,2% између 25 и 44 година, 17,3% између 45 и 64 година, и 7,9% са 65 или више година. Средња старост је била 28 година. На сваких 100 жена било је 97,7 мушкараца; на сваких 100 жена старих 18 или више година, било је 96,4 мушкараца.
Средња годишња примања домаћинства у граду су била $ 46.299, док су средња годишња примања за породицу била 71.293. америчких долара Мушкарци су имали средња примања од 48.880, америчких долара жене 36.561. америчких долара Примања по глави становника су била 26.419. америчких долара Приближно 4,6% породица и 16,6% становништва је било испод границе сиромаштва, укључујући и 7,3% оних испод 18 година и 5,1% оних старих 65 и више година.
Стопа криминала у Ен Арбору је 2000. била испод националног просека САД. Стопа насилног злочина је била много више испод националног просека од стопе имовинског криминала; оне су биле, редом, 48% и 11% испод националног просека.
Часопис Expansion Management рангирао је Ен Арбор на месту број 1 међу 362 градска подручја САД по „количнику радника са знањем“. Од око 410.000 одраслих становника ширег подручја Ен Арбора, готово 74.000 (18%) имају степен магистра или доктора наука или виши медицински степен.

## Градска управа
Ен Арбор има „савет-менаџер“ систем локалне управе. Градоначелник, који се бира сваке парне године, је председавајући чиновник Градског савета и има власт да именује све чланове комитета Савета као и чланове Одбора и Комисије, уз одобрење Градског савета. Тренутни (2008) градоначелник Ен Арбора је Џон Хифтје (демократа), који је на овом положају од избора 2000. Градски савет има десет чланова, два из сваког од пет крајева (wards) града, при чему градоначелников глас одлучује у случају изједначеног гласања. Чланови Савета се бирају на двогодишње мандате; по половина Савета се бира сваке године. Градске радње надгледа Градски администратор, којег бира Градски савет.
Ен Арбор је у 15. Конгресном дистрикту САД, и тренутно га представља Џон Дингел (демократа). На нивоу Мичигена, град је у 18. дистрикту Сената Мичигена. У Представничком дому Мичигена, град Ен Арбор је у 53. дистрикту, док су североисточни Ен Арбор и Ен Арбор тауншип у 52. дистрикту. Као седиште округа Воштено, град је и седиште парничних, грађанских и кривичних судова округа. У Ен Арбору се налази и Дистриктни суд САД, у чијој згради у центру града се налази и пошта.
Левичарска политика је била посебно снажна у општинској власти од 1960-их. Ова оријентација је евидентна у доношењу снажних градских одредби против дискриминације. Гласачи су одобрили амандмане на градску повељу који су смањили казне за поседовање марихуане (1974), и који служе да заштите приступ окончању трудноће у граду уколико би оно икада постало илегално у Мичигену (1990). Победа Кејти Козаченко у трци за Градски сенат Ен Арбора 1974. је ову учинила првим отворено хомосексуалним кандидатом да буде изабран на било коју јавну функцију у САД. 1975. године, Ен Арбор је постао први град у САД који је увео преференцијални систем аутоматског другог круга за избор градоначелника. Процес, који је усвојен на иницијативу коју је спонзорисала локална Партија људских права, која се бојала расипања либералних гласова, је одбачен 1976. након што је коришћен за само једне изборе. Према стању из децембра 2006, градоначелник и сви чланови Савета су били демократе.
Ен Арбор има седам градова побратима:
- Тибинген, Немачка, од 1965.
- Белизе Сити, Белизе, од 1967.
- Хиконе, Јапан, од 1969.
- Питерборо, Канада, од 1983.
- Хуихалпа, Никарагва, од 1986.
- Дакар, Сенегал, од 1997.
- Ремедиос, Куба, од 2003.

## Привреда
Универзитет Мичигена значајно обликује привреду Ен Арбора. Универзитет запошљава око 38.000 радника, од којих око 7.500 у медицинском центру. Друге послодавце у град привлаче универзитетска средства за истраживања и развој, као и дипломци. Тако су друге важне компоненте привреде града високе технологије, здравствене услуге и биотехнологија; у граду се налазе бројне здравствене канцеларије, лабораторије и придружене компаније. Произвођачи аутомобила, попут Џенерал моторса и Форда, такође запошљавају становнике града.
Многе фирме у области високе техонологије се налазе у граду. Током 1980-их, „Ен Арбор терминали“ су израдили видео-приказни терминал назван „Ен Арбор Амбасадор“. Друге фирме високе техонологије у области Ен Арбора укључују Арбор нетворкс (Arbor Networks, добављач система за инжењеринг и сигурност интернетског саобраћаја), Арбортекст (Arbortext, који производи софтвер за издаваштво засновано на ИксМЛ-у), ЏејСТОР (JSTOR, дигитална архива академских часописа), МедијаСпан медија софтвер (MediaSpan Media Software, сотфвер за новинско издаваштво и АСП услуге), и ПроКвест (ProQuest), чији је део Јуниверзити мајкрофилмс интернешнел (University Microfilms International).
Међу мрежним местима и фирмама за онлајн медије у граду и околини су Ол медија гајд (All Media Guide), Евритинг2 (Everything 2) и Ведер андерграунд (Weather Underground). У Ен Арбору се такође налази и Мичигенски центар за информационе технологије, у чијим су канцеларијама Интернет2 и мрежа Мерит, непрофитна истраживачка и образовна рачунарска мрежа. 11. јула 2006, Гугл је објавио планове да отвори одељење у Ен Арбору са 1.000 запослених за свој Едвордс (AdWords) програм, касније током године.
Фајзер, други по величини послодавац у граду, има велики центар за фармацеутска истраживања (један од три велика Фајзерова центра у САД) на североисточној страни Ен Арбора. 27. јануара 2007, Фајзер је саопштио да ће центар у Ен Арбору бити затворен до краја 2008. Центар је раније био део Ворнер-Ламберта и, пре тога, Парки-Дејвиса. У граду се налазе и други истраживачки и инжењерски центри, укључујући и центре General Dynamicsа и Националне океанске и атмосферске службе САД. Међу другим истраживачким центрима у граду су и Национална лабораторија за возила и емисије гасова Агенције за заштиту животне средине САД и Технички центар Тојоте.
Неколико великих компанија имају пословно седиште у Ен Арбору. Прву књижару Бордерс су 1971. на улици Стејт отворила браћа Том и Луис Бордерс, који су почели са отварањем других радњи у широј области 1985. године. Данас велики национални ланац Бордерс и даље има седиште у граду, као и своју водећу књижару (мада не на првобитном месту). Унутар водеће књижаре су дозвољени пси, за које касири увек имају спремне посластице. Ланац пицерија Доминос има пословно средиште надомак Ен Арбора на Доминос фармама, комплексу од 109 хектара инспирисаном Френком Лојдом Рајтом, непосредно североисточно од града. Флинт инк корпорација, такође заснована у Ен Арбору, је дуго била највећи произвођач мастила на свету у приватном власништву (октобра 2005, ову фирму је купила Екс-СИС Принт солушнс из Штутгарта). Још једна фирма са седиштем у Ен Арбору је Зингерманс деликатесен, која служи сендвиче, јеврејску и међународну храну намењену вишем тржишном сегменту, и развила је бизнис под више робних марки. Зингерманс је израстао у породицу компанија које нуде разне производе (пекара, млекара и наруџбе поштом) и услуге (пословно образовање).
У граду су основане и многе кооперативе; међу онима које су и даље активне су Пиплс фуд ко-оп и Интер-кооперативни савет на Универзитету Мичигена, кооператива за студентски смештај основана 1937. Северноамерички студенти кооперације (NASCO) је међународно удружење кооператива са седиштем у Ен Арбору. Непосредно са западне стране граница града налазе се три заједнице за скупни живот — Санворд, Грејт оак и Тачстоун.

## Образовање

### Високо образовање
Универзитет Мичигена је доминантна институција високог образовања у Ен Арбору, која граду даје изражену атмосферу колеџ градића. Добар део кампуса се налази уз или је измешан са централним дистриктом града. Пошто су се кампус и град ширили један уз други, често нема јасне границе између ова два, тако да су неке универзитетске зграде раштркане кроз највећи део центра града.
Међу другим локалним колеџима и универзитетима су Клири универзитет, приватна школа за бизнис; Универзитет Конкордија, лутеранска школа „слободних уметности“, и Воштено колеџ заједнице. Правна школа Аве Марија, католичка школа коју је основао саоснивач Доминос пица Том Монаган, је отворена близу североисточног Ен Арбора 2000. године, али ће се преселити у југозападну Флориду 2009. године.

### Основне и средње школе
Локалним јавним образовањем управља Јавни школски дистрикт Ен Арбор. Систем — који похађа 16.974 ученика (број из септембра 2005) — се састоји од 21 основне школе[н 1], пет нижих средњих школа (middle school) и пет средњих школа (high school: две традиционалне, Пионир и Хјурон, те три алтернативне: Комјунити хај, Стоун и Роберто Клементе). Због проблема са превеликим бројем ђака у две традиционалне средње школе, у изградњи је трећа традиционална средња школа, Скајлајн, која ће бити отворена у септембру 2008. Школски дистрикт такође управља и програмом К-8 отворене школе, Ен Арбор Опен, израсле из некадашње Мек школе. Овај програм је отворен за све породице које живе унутар школског дистрикта. Јавне школе Ен Арбора такође воде и предшколски и породични центар, са програмима за новорођенчад подложну ризицима одмах по рођењу и другим програмима за децу подложну ризицима пре класичног обданишта. Предшколски центар дистрикта има бесплатне и програме засноване на школарини за предшколце у дистрикту. У Ен Арбору се налази преко 20 приватних школа, укључујући школу Рудолф Стајнер, школу Клонлара и Гринхилс, припремну школу близу Универзитета Конкордија.

## Култура
Многе културне знаменитости и дешавања спонзорише Универзитет Мичигена. На универзитетском кампусу је неколико група и установа за сценске уметности, као и музеји уметности, археологије, природњаштва и природних наука. Међу локалним и оближњим групама за сценске уметности које нису везане за универзитет су Грађанско позориште Ен Арбора, Оперско позориште Ен Арбора, Симфонијски оркестар Ен Арбора, Балетско позориште Ен Арбора, Грађански балет Ен Арбора (основан 1954. као прва чартерована балетска трупа у Мичигену), и Перформанс мрежа, која управља позориштем у центру града који често нуди нове или нетрадиционалне комаде.
Музеј „искуси сам“ Ен Арбора (The Ann Arbor Hands-On Museum), који се налази у реновираној и проширеној историјској ватрогасној станици у центру града, садржи више од 250 интерактивних експоната о науци и технологији. У граду постоји више уметничких галерија, посебно у центру града и око кампуса Универзитета Мичигена. Поред велике ресторанске сцене уз улицу Мејн, Јужну Стејт улицу и Јужну универзитетску авенију, Ен Арбор је на првом месту међу америчким градовима по броју књижара и броју продатих књига по становнику. Библиотека дистрикта Ен Арбор има четири истурена одељења поред главне зграде у центру града; 2008. године ће нова зграда одељења заменити огранак који се тренутно налази у тржном центру Плимут. У граду се налази и Председничка библиотека Џералда Р. Форда.
Неколико годишњих дешавања — од којих су многа усредсређена на сценску и визуелну уметност — привлаче посетиоце у Ен Арбор. Једно од њих су Уметнички сајмови Ен Арбора, скуп четири истовремена сајма које оцењује жири који се одржава на улицама центра града од 1960. Сајмови, који су заказани од среде до суботе у трећој седмици јула, привлаче преко пола милиона посетилаца. Један догађај невезан за уметности је Хеш беш (Hash Bash), који се одржава прве суботе априла као подршка реформи закона о марихуани у САД. Први пут је одржана 1971. Нага миља, у којој студенти крајем априла трче наги улицама прослављајући крај зиме, одржава се од 1986. Међутим, почевши од 2000, универзитет и градска полиција сузбијају догађај наводећи безбедносне разлоге, што је смањило број тркача.
Ен Арбор има значајну сцену универзитетског спорта, посебно на Универзитету Мичигена, који је део Конференције великих десет. У граду је неколико добро познатих објеката за универзитетске спортове, укључујући и Стадион Мичиген, највећи стадион за амерички фудбал на свету, капацитета 107.501 гледалаца. Стадион је колоквијално познат као „Велика кућа“. Крајслер арена и Јост ледена арена су домаћини универзитетског кошаркашког и хокејашког тима. Универзитет Конкордија, члан Националног удружења за међууниверзитетску атлетику, такође има спортске тимове.
Становник Ен Арбора је (Ann Arborite), док многи дугогодишњи становници себе називају townies. Сам град се често назива 2 („А на квадрат“), или „А два“, или, ређе, „град дрвећа“. Скорије, неки млађи становници су почели називати Ен Арбор „Ас двојка“ (Ace Deuce) или просто „двојка“. У шаљивом поткачињању либералног политичког наклона града, неки понекад називају Ен Арбор Народна Република Ен Арбор или 25 квадратних миља окружених стварношћу, при чему је ова друга фраза прилагођена из речи којима је гувернер Висконсина Ли Драјфус описао Медисон.

## Медији
Ен Арбор њуз (Ann Arbor News), који је у власништву мичигенског ланца Бут њузпејперс, су главне дневне новине у граду. Међу другим установљеним издањима у граду је Ен Арбор обзервер (Ann Arbor Observer), месечни часопис који покрива локалну културу, политику, породични живот, бизнис и историју, као и исцрпни календар догађаја; Карент (Current), водич забаве и Ен Арбор пејпер (Ann Arbor Paper), бесплатни месечник који је престао да излази. Област кампуса Универзитета Мичигена опслужују многа студентска издања, укључујући и независни дневник Мичиген дејли (Michigan Daily). Пословни преглед Ен Арбора (Ann Arbor Business Review) покрива локалне радње. Часописи Car and Driver (Аутомобил и возач) и Automobile Magazine (Аутомобил магазин) су такође базирани у Ен Арбору.
Три главне радио станице на средњим таласима у Ен Арбору су WAAM 1600, станица за вести и разговоре, WLBY 1290, која је део либерално-прогресивне мреже Ер Америка радио, и WTKA 1050, која је превасходно спортска станица. Међу станицама на кратким таласима су WUOM 91.7, у сарадњи са Националним јавним радиом, кантри станица WWWW 102.9, алтернативна станица WQKL 107.1, и WCBN 88.3, некомерцијална станица коју воде студенти, у чијем су програму еклектичан избор музике и питања од јавног интереса. У граду се такође могу чути јавни и комерцијални радио емитери из оближњег Ипсилантија, области Ленсинга и Џексона, Детроита, Виндзора (Канада) и Толида (Охајо).
Станица WPXD канал 31, у сарадњи са телевизијском мрежом ИОН, је регистрована на град. Телевизијска мрежа заједнице (CTN) је кабловски телевизијски канал, који пружа град, и чија је продукцијска опрема на располагању становницима града и непрофитним организацијама. Радио и телевизијске станице из Детроита и Толеда се такође могу примати у Ен Арбору, док се у неким деловима могу пратити и станице из Ленсинга и Виндзора.
Два главна блога пружају могућност за јавну расправу о локалним вестима и питањима, често о питањима становања, планирања и некретнина. Блог Ann Arbor is Overrated („Ен Арбор је прецењен“) води анонимни последипломац, док Arbor Update („Ново у Арбору“) води група локалних добровољаца.

## Здравство и градске службе
Медицински центар Универзитета Мичигена, водећа здравствена служба у граду, је била на 14. месту на списку најбољих болница часописа Ју ес њуз. Здравствени систем Универзитета Мичигена (UMHS) укључује у свом централном комплексу Универзитетску болницу, Ч. С. Мот дечју болницу и Женску болницу. Здравствени систем УМ такође води и клинике и друге објекте по систему дома здравља на другим местима у граду. Међу другим великим медицинским центрима у области су велики објекат у Ен Арбору којим руководи амерички Секретаријат за послове ветерана, и болница Сен Џозеф Мерси у оближњем Супериор тауншипу.
Град обезбеђује одвод канализације и услуге добављања воде, при чему се вода црпи из реке Хјурон и подземних извора. Постоје два постројења за пречишћавање воде, један главни и три периферна резервоара, четири станице за пумпање и два водена торња. Ови објекти опслужују град, који је подељен на пет дистрикта за воду. Градски секретаријат за воду такође управља са четири бране на реци Хјурон, од којих две и генеришу хидроелектричну енергију. Град такође нуди и услуге одлагања смећа, при чему се Рисајкл Ен Арбор бави услугама рециклаже. Остале службе обављају приватне фирме. Електричну енергију и гас добавља Ди-Ти-И Енергџи. Главни добављачи услуга фиксне телефоније у области Ен Арбора су АТ&Т (наследник Мичиген Бела), Америтек и Ес-Би-Си комјуникејшнс. Телефонске услуге нуде и бројне националне компаније за мобилну телефонију. Услуге кабловске телевизије превасходно обезбеђује Комкаст.

## Саобраћај
Град окружују три ауто-пута: И-94, који иде уз јужни део града, УС 23, који углавном тече уз источну обалу града, и М-14, који води северном ивицом града. Улице у центру Ен Арбора углавном прате правоугаону мрежу, мада је оваква мрежа ређа у околним крајевима. Већи путеви се гранају из централног дистрикта као кракови на точку ка ауто-путевима око града. Неке од главних површинских артерија воде ка сусрету И-94 и М-14 на западу, ка УС 23 на истоку, и ка јужним крајевима града. Развијена мрежа бициклистичких стаза такође испресеца град.
Саобраћајна управа Ен Арбора (Ann Arbor Transportation Authority), која послује под марком The Ride, обавља услуге јавног аутобуског превоза кроз Ен Арбор и оближњи Ипсиланти. Унутар кампуса Универзитета Мичигена ради и засебан систем бесплатних аутобуса. Са аутобуског терминала у центру града, који је једини преостали примерак „стримлајн модерн“ архитектуре у граду, полазе међумесни аутобуси Грејхаунда. Мегабас вози два пута дневно без преседања до Чикага. Амтрак, амерички национални железнички превозник, нуди аутобуски трансфер до Источног Ленсинга и Толеда (Охајо), али само за путнике који преседају на железницу.
Општински аеродром Ен Арбор је мали објекат за општу авијацију који се налази јужно од И-94. Аеродром Детроит метрополитан, велики међународни аеродром ове области, је око 45 km источно од Ен Арбора, у Ромулусу. Аеродром Вилоу ран у оближњем Ипсилантију служи теретне, пословне и клијенте из области опште авијације.
Град је био значајно железничко раскршће, посебно за теретни саобраћај између Толеда и лука северно од Чикага, од 1878. до 1982. Међутим, Ен Арборска железница је такође продавала и значајан број путничких карата (1,1 милион 1913. године). Град је од 1837. опслуживала и Мичигенска централна железница. Амтрак опслужује Ен Арбор својим сервисом Wolverine три пута дневно у сваком смеру између Чикага и Понтијака, преко Детроита. Возови крећу са Железничке станице Ен Арбор, која је данашњи сусед некадашњег Мичигенског централног депоа, који је реновиран као ресторан 1969. Постоје планови да се између Ен Арбора и Детроита изгради приградска железничка веза, за изградњу којој су савезне власти САД обезбедиле 100 милиона америчких долара. Скорији план да се изгради путничка железничка веза између Хауела и Ен Арбора почевши од лета 2007. су одложени за најмање годину дана.